# Otoba acuminata
Otoba acuminata är en tvåhjärtbladig växtart som först beskrevs av Paul Carpenter Standley, och fick sitt nu gällande namn av Alwyn Howard Gentry. Otoba acuminata ingår i släktet Otoba och familjen Myristicaceae. Inga underarter finns listade i Catalogue of Life.